# Офіс підтримки коаліцій Міністерства оборони України
Офіс підтримки коаліцій — структура в складі Міністерства оборони України, яка призначена для забезпечення стійкого та системного управління військовою допомогою, яка надається країнами-партнерами.
Формат коаліцій набув поширення 2023 року, його сенс полягає в координації низки держав щодо постачання конкретних видів військового обладнання замість індивідуальних рішень кожної країни. Міністерство оборони називає цей формат «Рамштайн 2.0» як продовження вже усталеного формату зустрічей в Рамштайні. У коаліційному форматі беруть участь десятки країн НАТО, також можливе приєднання Австралії та Японії.

## Перелік коаліцій
Станом на квітень 2024 року було створено 8 коаліцій (у дужках зазначено країни-лідерки):
- Коаліція авіаційних спроможностей (США, Данія, Нідерланди)
- Коаліція інтегрованої ППО і ПРО (Франція, Німеччина)
- Коаліція артилерії (Франція, США)
- Коаліція бронетанкової техніки та маневреності (Польща, Німеччина, Італія)
- Коаліція морських спроможностей (Велика Британія, Норвегія)
- IT коаліція (Естонія, Люксембург)
- Коаліція розмінування (Литва, Ісландія)
- Коаліція дронів (Латвія, Велика Британія)